# Lobopterella pallipes
Lobopterella pallipes är en kackerlacksart som beskrevs av Karlis Princis 1957. Lobopterella pallipes ingår i släktet Lobopterella och familjen småkackerlackor. Inga underarter finns listade i Catalogue of Life.